# Carabinieri

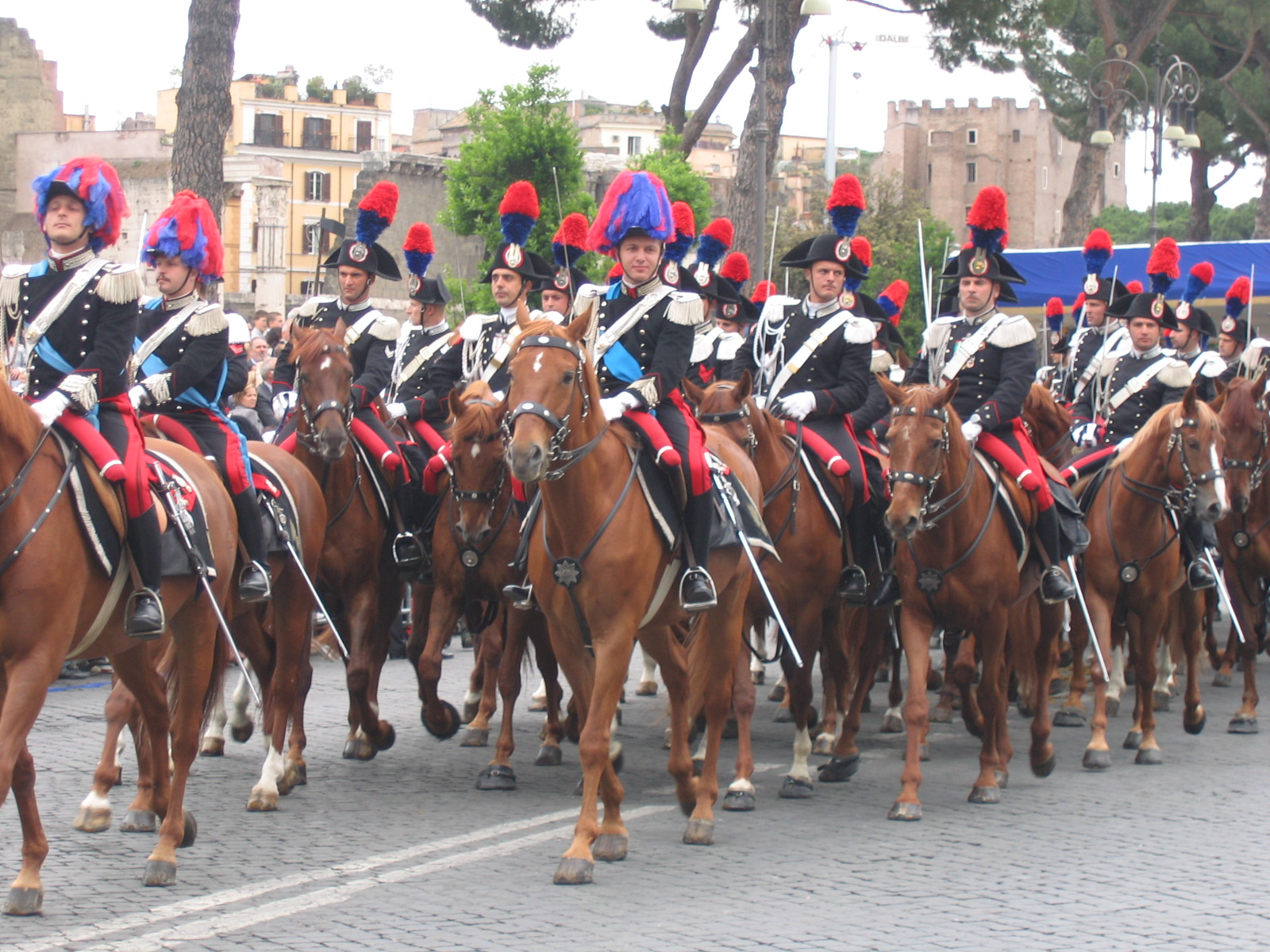
Carabinieri zu Pferde in traditioneller Uniform

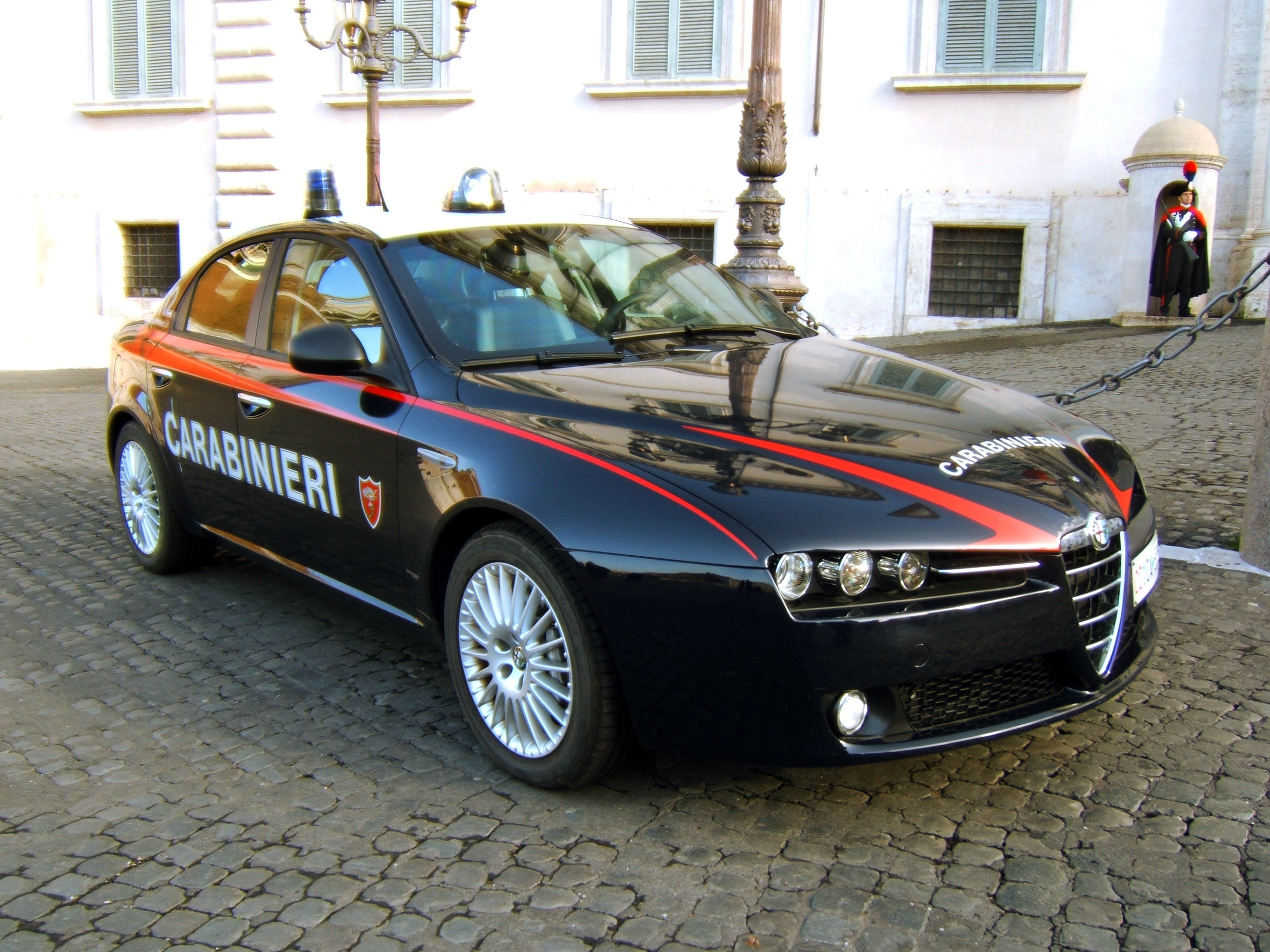
Alfa Romeo 159 der Carabinieri in Rom

Die Carabinieri (offiziell italienisch Arma dei Carabinieri ‚Karabinier-Truppe‘) sind die Gendarmerie Italiens. Seit dem Jahr 2000 bilden sie in den italienischen Streitkräften eine eigenständige Teilstreitkraft neben Heer, Marine und Luftwaffe. Sie gehören organisatorisch dem Verteidigungsministerium an, das auch den Haushalt der Carabinieri finanziert. Abseits militärischer und administrativer Belange unterstehen sie jedoch dem Innenministerium, das allen italienischen Polizeieinheiten gegenüber weisungsbefugt ist. Die Carabinieri sind wie die Guardia di Finanza militärisch gegliedert. Ihre Personalstärke liegt bei rund 110.000 Männern und Frauen. Die Notrufnummer ist 112.

## Auftrag
Die Carabinieri entstanden 1814 als eine Truppengattung des piemontesischen, dann italienischen Heeres, dem sie bis zum Jahr 2000 angehörten. Heute sind sie eine eigenständige Teilstreitkraft, doch ihre Aufgaben haben sich in den letzten zwei Jahrhunderten kaum verändert. Die Carabinieri stellen die Militärpolizei der italienischen Streitkräfte und unterscheiden sich diesbezüglich nur unwesentlich von anderen Militärpolizeien wie z. B. den Feldjägern der Bundeswehr. Darüber hinaus haben sie im Verteidigungsfall die Aufgabe, mit eigenen, vorwiegend infanteristischen Verbänden und sonstigen Einheiten an der Grenzsicherung und Landesverteidigung mitzuwirken. In diesem Zusammenhang stellen sie im weitesten Sinn ein Territorialheer dar.
Der Großteil der Carabinieri versieht nach Weisung des Innenministeriums allgemeinen Polizeidienst, einige spezialisierte Einheiten sind in Bereichen wie Verbraucherschutz, Gesundheitswesen, Umweltschutz oder Kulturgüterschutz auch im Auftrag anderer Ministerien tätig. Hierbei unterscheiden sich die Carabinieri kaum von der Polizia di Stato Italiens und sonstigen Staats- und Landespolizeien anderer Staaten. Der Grund für das Bestehen zweier nationaler Polizeiorganisationen mit allgemeinen Aufgaben liegt in dem Bestreben, eine übermäßige Machtkonzentration in einer Hand bzw. in einem Ministerium zu verhindern. In Italien, aber auch in Frankreich (Gendarmerie nationale), Spanien (Guardia Civil) und anderen Staaten dienen Militär- und Zivilpolizei nicht nur dem Schutz der Bevölkerung, sondern auch der gegenseitigen Kontrolle. Der dadurch manchmal entstehende Effizienzverlust durch Redundanzen wird nach vorherrschender Ansicht dadurch aufgewogen, dass eventuellem Macht- und Amtsmissbrauch einer einzigen nationalen Polizei durch die Aufteilung in zwei verschiedene Polizeikörper vorgebeugt werden kann. Darüber hinaus verbessere das in Italien relativ ausgeprägte Konkurrenzverhältnis zwischen den Polizeien die Motivation ihrer jeweiligen Angehörigen. Die Dualität von militärischer Gendarmerie und ziviler Polizei entstand (auch im Deutschen Reich, vgl. Gendarmerie#Deutschland) wegen der früher ausgeprägten Unterschiede zwischen Stadt und Land. Für die Städte waren die bürgerlichen Zivilpolizeien zuständig, das bäuerlich geprägte Land überließ man dem Militär bzw. den zu diesem Zweck aufgestellten paramilitärischen Polizeitruppen wie den Carabinieri. Diese historisch gewachsene Polizeiorganisation ist heute noch an dem engmaschigen Netz von Carabinieri-Stationen auf dem Land zu erkennen.

## Organisation

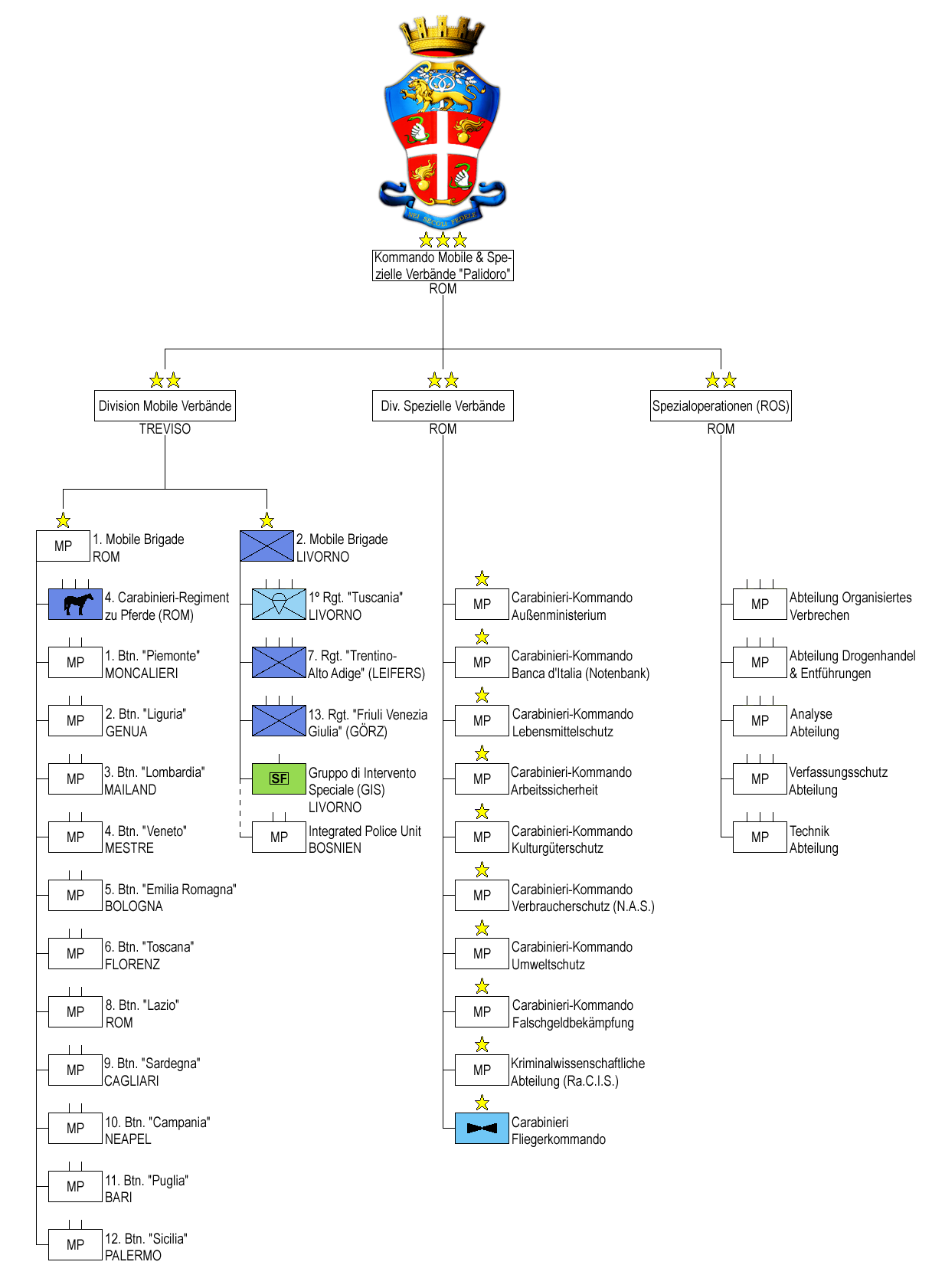
Struktur Carabinieri Kommando Mobile & Spezielle Verbände

Dem Comando Generale, deutsch „Generalkommando“, sind fünf Fachbereiche unterstellt:

### Ausbildung
- Offiziersschule: Accademia Militare di Modena (Offizieranwärter), Rom (Fachausbildung)
- Unteroffiziersschulen: Florenz (höhere Unteroffiziere), Velletri
- Ausbildungszentren für Mannschaften: Rom, Turin, Campobasso, Reggio Calabria, Iglesias
- Schulen für Scharfschützen (Rom), Fremdsprachen (Rom), Psychologie (Rom), Piloten (Pratica di Mare), Ski und Bergführer (Wolkenstein in Gröden), Taucher (Genua), Hundeführer (Florenz), Carabinieri zu Pferde (Rom), Informatik (Velletri)

### Territoriale Organisation
- Fünf interregionale Kommandos (in Mailand, Padua, Rom, Neapel, Messina), die das Staatsgebiet in fünf Sektoren aufteilen, denen nachgeordnet:
- 18 Regionalkommandos (als Legionen bezeichnet), denen nachgeordnet:
- 105 Provinzkommandos, denen nachgeordnet:
- rund 540 Gruppen- oder Kompaniekommandos, denen nachgeordnet:
- über 4.600 Wachstationen (inkl. einiger mit Sonderstellung)

Den Regionalkommandos oder Legionen in Apulien (Amendola), Kalabrien (Vibo Valentia), Sizilien (Sigonella) und Sardinien (Abbasanta) unterstehen kleinere luftbewegliche Jägereinheiten.

### Kommando Mobile und Spezielle VerbändePalidoro
- Division Mobile Verbände
  - 1. Mobile Brigade

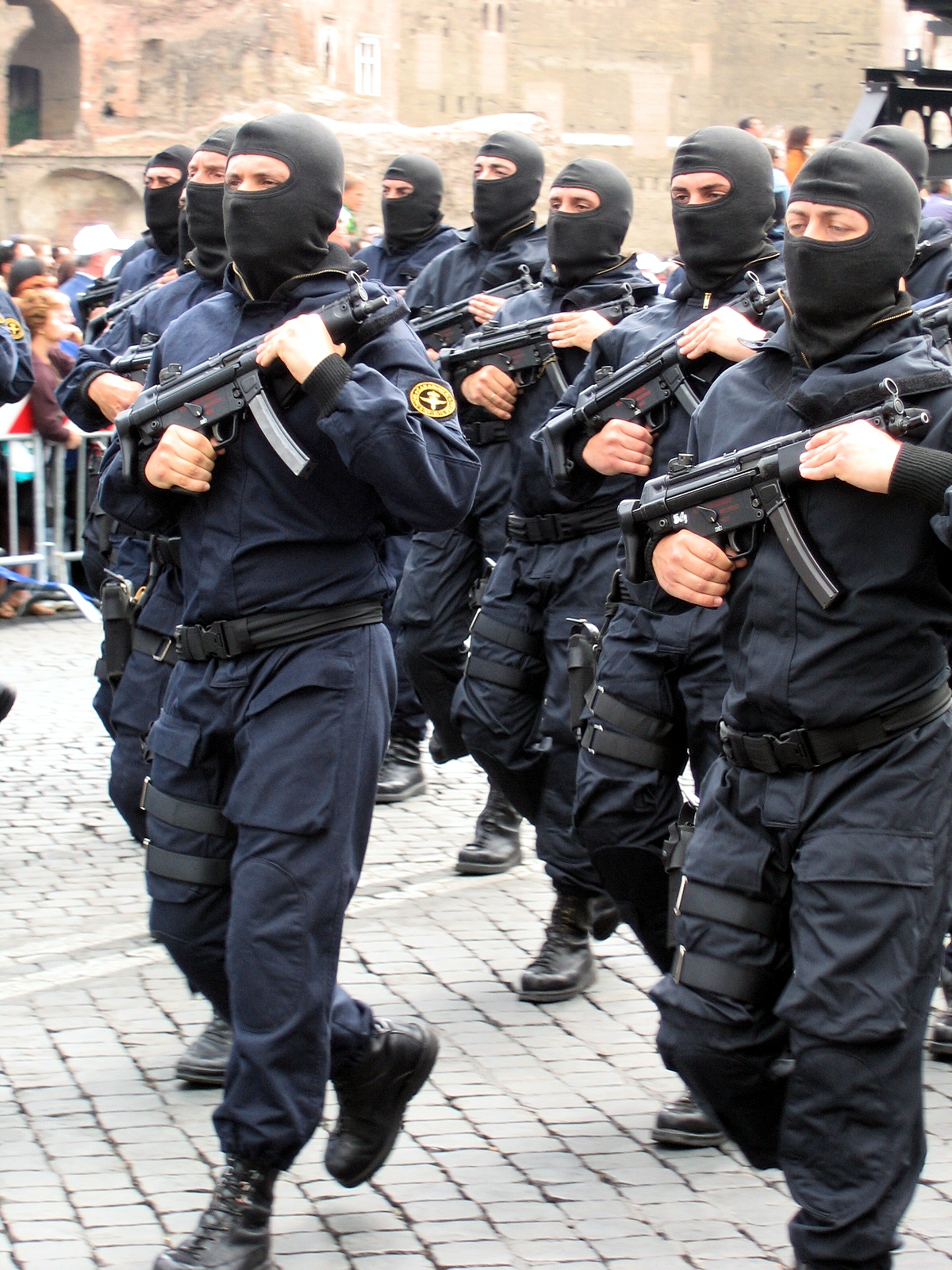
Antiterror-Spezialeinheit, Gruppo di Intervento Speciale (GIS)

    - 1 Carabinieri-Regiment zu Pferde (Bataillonsstärke)
    - 11 Bereitschaftspolizeibataillone

  - 2. Mobile Brigade
    - 1 Fallschirmjägerregiment (Bataillonsstärke)
    - 2 Militärpolizeiregimenter für Auslandseinsätze (Bataillonsstärke)
    - Gruppo di Intervento Speciale (GIS), Antiterror-Spezialeinheit, gegründet am 6. Februar 1978 vom damaligen Innenminister Francesco Cossiga als Reaktion auf Rechts- und Linksterrorismus, mit Sitz in Livorno. Heute vor allem eingesetzt im Kampf gegen die Mafia, zunehmend auch bei militärischen Friedenseinsätzen im Ausland.
- Division Spezielle Verbände
  - Carabinieri-Kommandos bei den Ministerien für Äußeres (Schutz der diplomatischen Vertretungen), Kultur (Kulturgüterschutz), Finanzen (Geldfälschung), Arbeit, Gesundheit sowie bei der Bank von Italien, dem Parlament, dem Amt des Ministerpräsidenten, beim Amtssitz des Staatspräsidenten (Corazzieri), bei dem Verfassungsgericht und dem Rechnungshof.
  - Raggruppamento Carabinieri Investigazioni Scientifiche (RaCIS), zentrales und oberstes kriminaltechnisches Institut in Rom, mit vier regional tätigen Einheiten (Reparto Investigazioni Scientifiche, kurz RIS) in Rom, Parma, Messina und Cagliari.
  - Fliegerkommando in Pratica di Mare bei Rom (Liste der aktiven Luftfahrzeuge der Carabinieri)
- Raggruppamento Operativo Speciale (ROS), Sondereinheit zum Kampf gegen die Organisierte Kriminalität mit Sitz in Rom, gegründet am 3. Dezember 1990, mit fünf Bereichen: Staatsschutz (politisch motivierte Verbrechen), Organisiertes Verbrechen (Mafia), Analyseabteilung (kriminologische Forschung), Drogenhandel und Entführungen, Technische Abteilung (Elektronische Aufklärung).

### Forst-, Umwelt-, Landwirtschafts- und Verbraucherschutz
Dieser Organisationsbereich entstand im Jahr 2016 durch die Übernahme des Corpo Forestale dello Stato (CFS), einer zivilen, staatlichen Forstpolizei, die dem Landwirtschaftsministerium in Rom unterstand und in 15 der 20 italienischen Regionen aktiv war. Rund 7.000 Beamte des CFS bildeten mit einem bis dahin bestehenden, wesentlich kleineren Carabinieri-Verband für Umwelt- und Verbraucherschutz diese neue, rationalisierte Organisation, die funktional weiterhin dem Landwirtschaftsministerium zugeordnet ist.
- Forstpolizeitruppe mit 14 regionalen Kommandos, rund 80 territorialen Abteilungen, etwa 800 Forstpolizeistationen und kleineren spezialisierten Diensten
- Kommando zum Schutz der Biodiversität mit nachgeordneten territorialen und spezialisierten Dienststellen
- Umweltschutzkommando, unter anderem spezialisiert auf die Bekämpfung der illegalen Müllentsorgung, mit drei regionalen Stellen in Mailand, Rom und Neapel und rund 30 nachgeordneten Einheiten (Nucleo Operativo Ecologico – NOE)
- Kommando Landwirtschafts-, Fischerei- und Verbraucherschutz mit fünf interregionalen Stellen in Turin, Parma, Rom, Salerno und Messina

### Militärpolizei
Carabinieri der territorialen Organisation und der 2. mobilen Brigade übernehmen grundsätzlich auch militärpolizeiliche Aufgaben in den italienischen Streitkräften. Darüber hinaus gibt es Carabinieri-Militärpolizeieinheiten beim Verteidigungsministerium, bei den Teilstreitkräften Heer, Marine und Luftwaffe, bei internationalen oder ausländischen Militäreinrichtungen in Italien, im Bereich der Militärjustiz sowie beim Auslandsnachrichtendienst AISE. Diese Einheiten mit ausschließlich militärpolizeilichen Aufgaben haben insgesamt in etwa Brigadestärke.

### Fürsorge, Betreuung und Freizeitgestaltung
- 5 Erholungsheime
- 23 Badeanstalten/Strandabschnitte
- Pensionsfonds (auch als Studienstipendien für Kinder der Carabinieri)
- Sport
- Traditionspflege

Zu den Carabinieri gehört das Regiment der Corazzieri, das dem Präsidenten der Republik als Ehrengarde und Sicherheitsdienst zugeteilt ist. Bei offiziellen Anlässen tritt das Regiment hoch zu Ross in einer repräsentativen Kürassier-Uniform mit glänzenden Harnischen in Erscheinung.

## Uniform

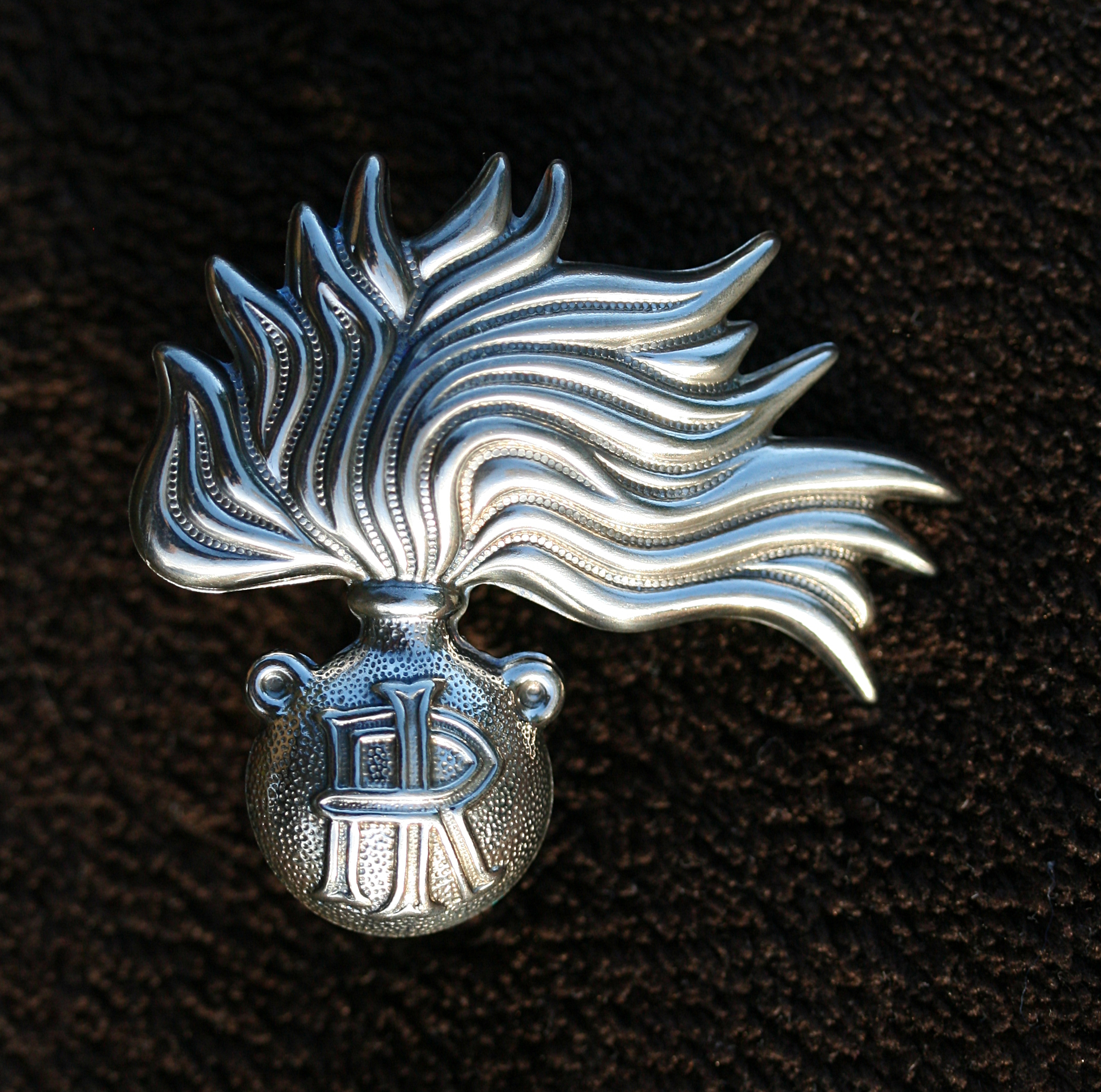
Granatemblem der Carabinieri

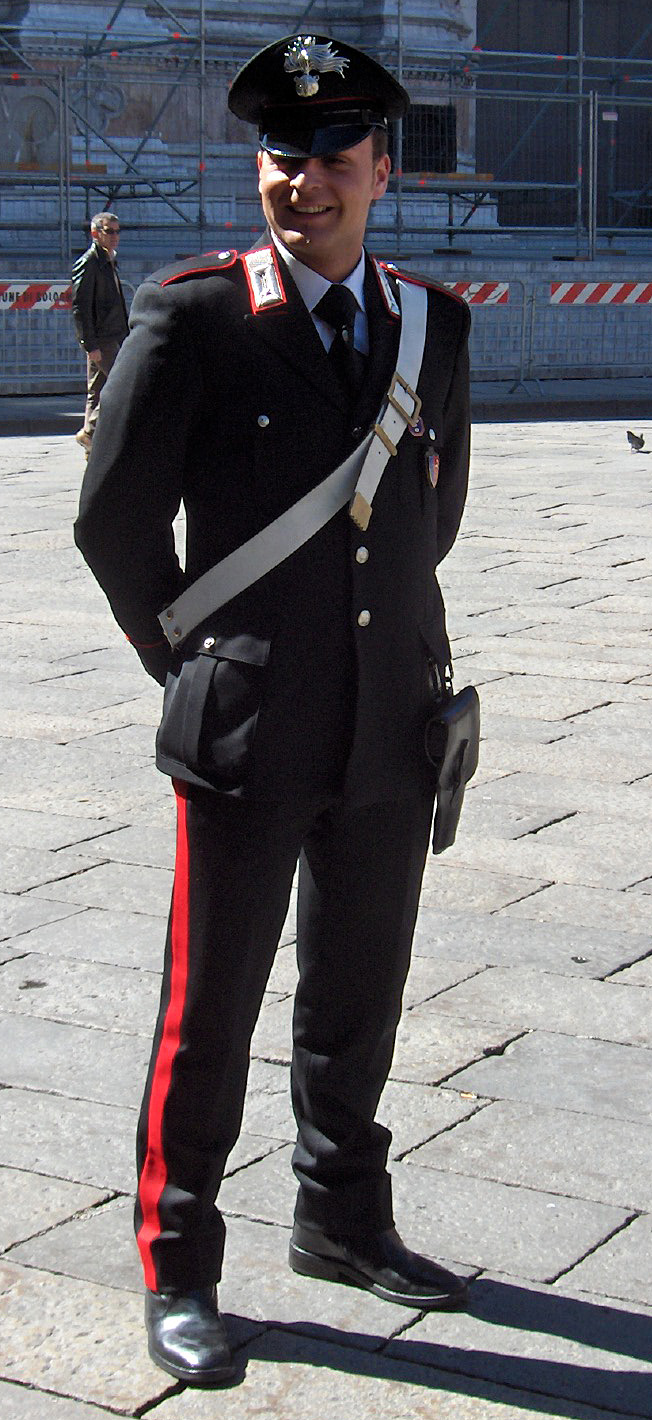
Ein Carabiniere

Die Carabinieri tragen seit ihrer Gründung dunkelfarbige Uniformen mit eigenen Kragenspiegeln und Rangabzeichen. Die Uniformhosen hatten bei den Infanterie-Einheiten einfache, bei den Kavallerie-Einheiten doppelte rote Längsstreifen. Dieses Uniform-Design hat sich bis heute erhalten. Ein traditionelles Uniformstück ist bei Mannschaften und Unteroffizieren ohne Portepee das weiße Bandelier. Höhere Unteroffiziere tragen in der Regel, Offiziere eher selten ein schwarzes, rot bordiertes Koppel mit Schulterriemen. Offiziere legen nur zum großen Dienstanzug eine blaue Schärpe an. Bei besonderen Anlässen wird eine schwarze Paradeuniform mit Zweispitz getragen. Bis Ende der 1980er Jahre trugen die Carabinieri in den Sommermonaten einen khakifarbenen Dienstanzug, der sich von denen anderer Heerestruppen nur unwesentlich unterschied, danach bestand die Sommeruniform aus dunkelblauer Hose und hellblauem Hemd. Heute sind die Dienstanzüge mit Ausnahme der Hemden allgemein schwarz, es bestehen nur Unterschiede bei der stofflichen Beschaffenheit. Ausnahmen gibt es unter anderem bei Ausbildungs- und Bereitschaftspolizei-Einheiten, die dunkelblaue Einsatzanzüge verwenden. Kampfeinheiten tragen Flecktarn, dessen Farben sich entweder nach der europäischen Landschaft oder nach Wüstengebieten richten. Das dazugehörige Barett ist in der Regel dunkelblau oder schwarz, bei Fallschirmjägern und Spezialeinheiten (GIS) bordeauxrot, bei luftbeweglichen Jägereinheiten korallenrot, bei forst- und umweltpolizeilichen Einheiten grün.
Wie etliche andere Gendarmerietruppen tragen die Carabinieri auf ihren Kopfbedeckungen eine stilisierte Granate als Emblem. Dieses Emblem stammt von den Grenadieren, die früher im Rahmen der Infanterie eine Elite bildeten. Ihr Emblem wurde später zum Erkennungszeichen für Elitetruppen. Da die Carabinieri wie die piemontesischen Grenadiere in ihrem Bereich ebenfalls eine besondere Stellung hatten, übernahmen sie (später auch andere Truppen, jedoch mit Modifikationen) dieses Emblem. Napoleon bezeichnete seine Carabiniers auch gern als „Grenadiere zu Pferde“, weil sie wie die Grenadiere u. a. auch mit Handgranaten ausgerüstet waren.
Bei Mannschaften und Unteroffizieren ist das Granatemblem silberfarben, bei höheren Unteroffizieren und Offizieren goldfarben. Bei Generalen wird das Emblem der Truppengattung wie bei Heer und Guardia di Finanza durch die so genannte Aquila ersetzt, die einem römischen Legionsadler ähnelt, da Generale über den einzelnen Truppengattungen stehen und sie in ihrer Gesamtheit führen sollen. Die Aquila ist bei Ein- und Zweisterne-Generalen silberfarben, ansonsten goldfarben.
Siehe auch: Dienstgradabzeichen der Carabinieri

## Geschichte

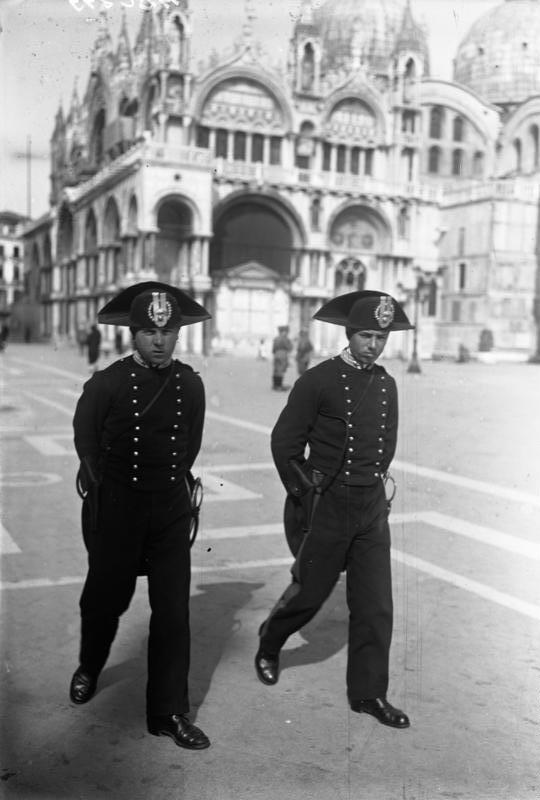
Carabinieri in Venedig (1924)

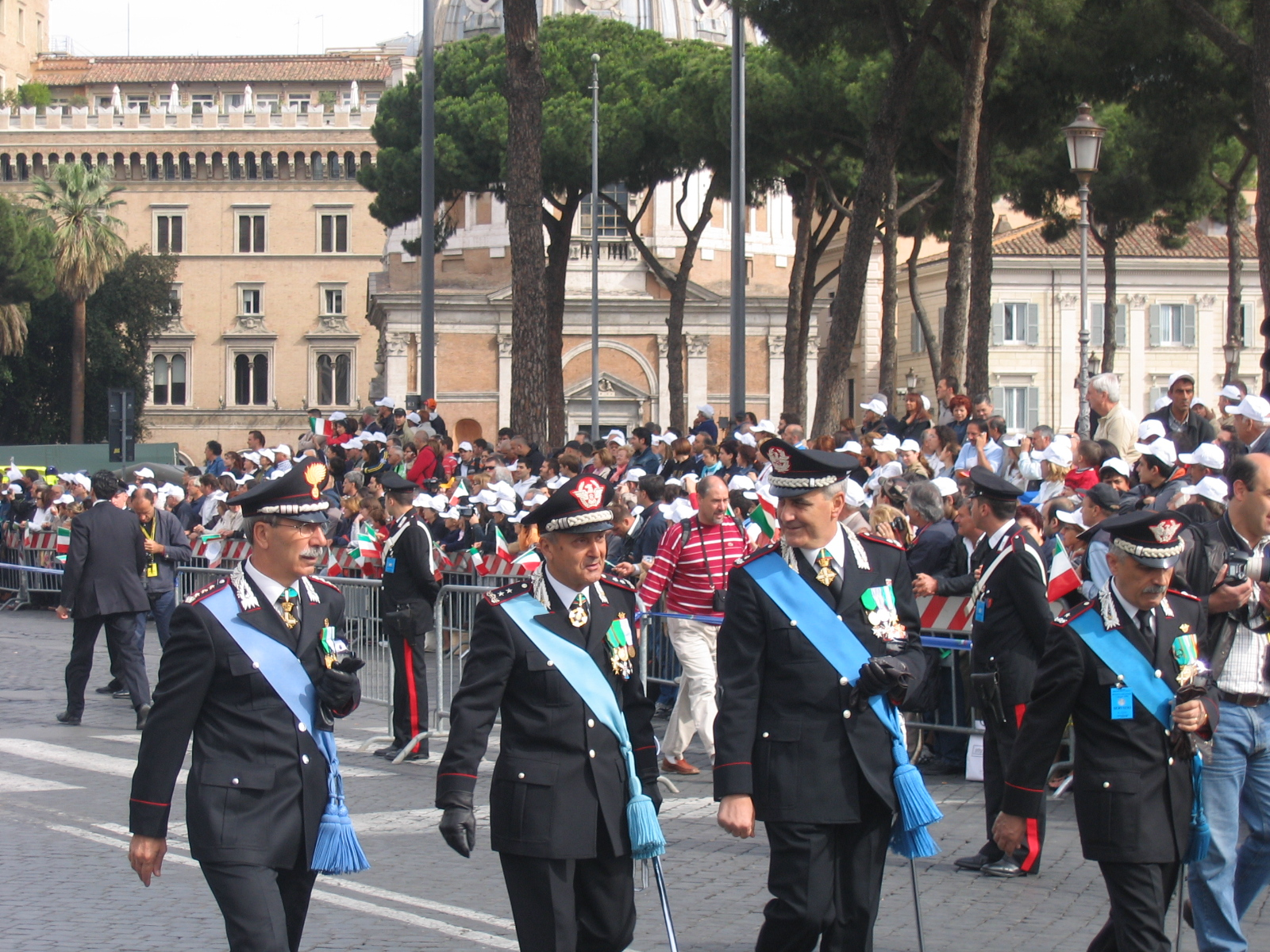
Carabinieri-Offiziere. Von links: Oberst, Generalmajor, zwei Brigadegeneräle

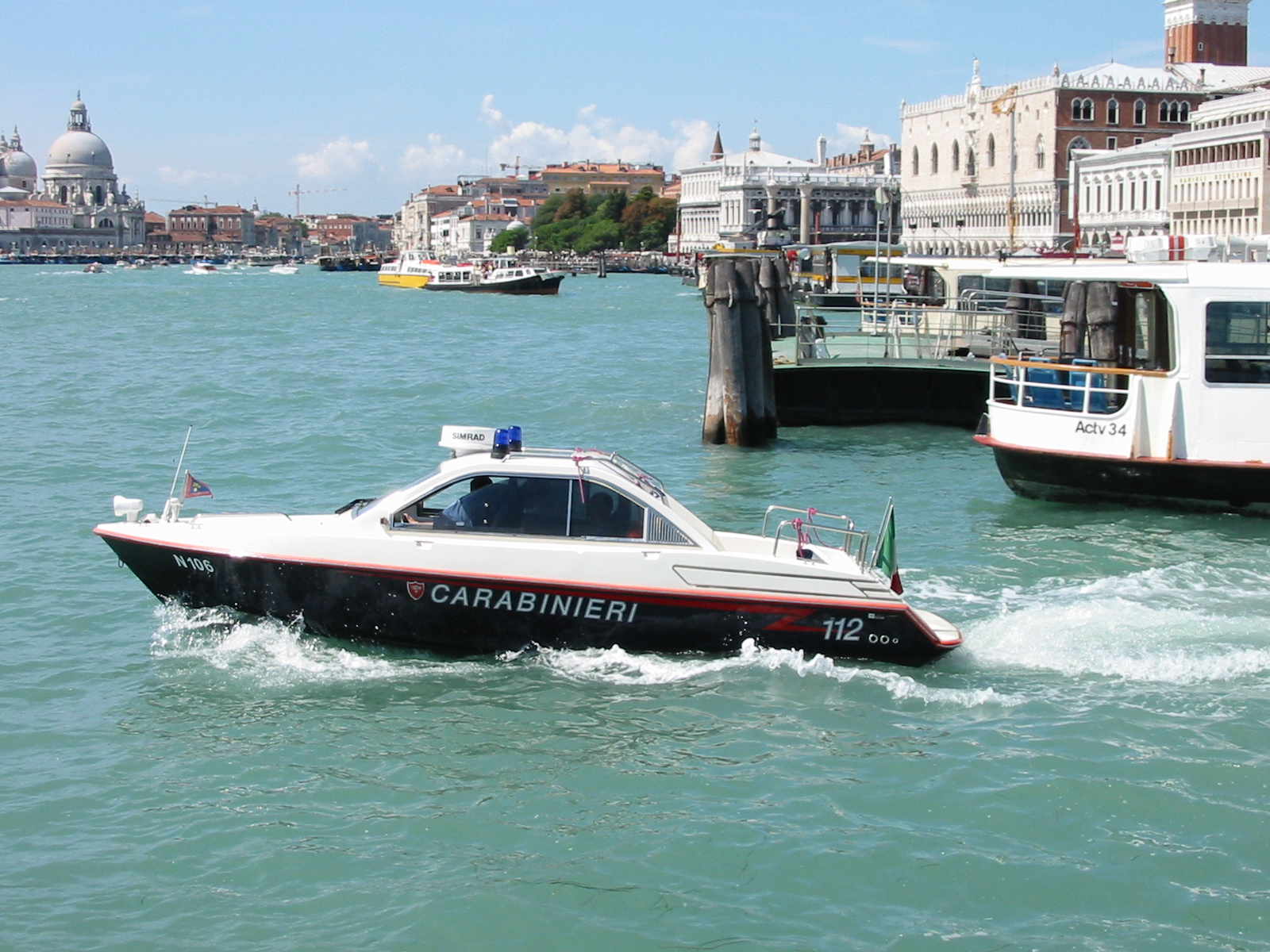
Boot der Carabinieri in Venedig

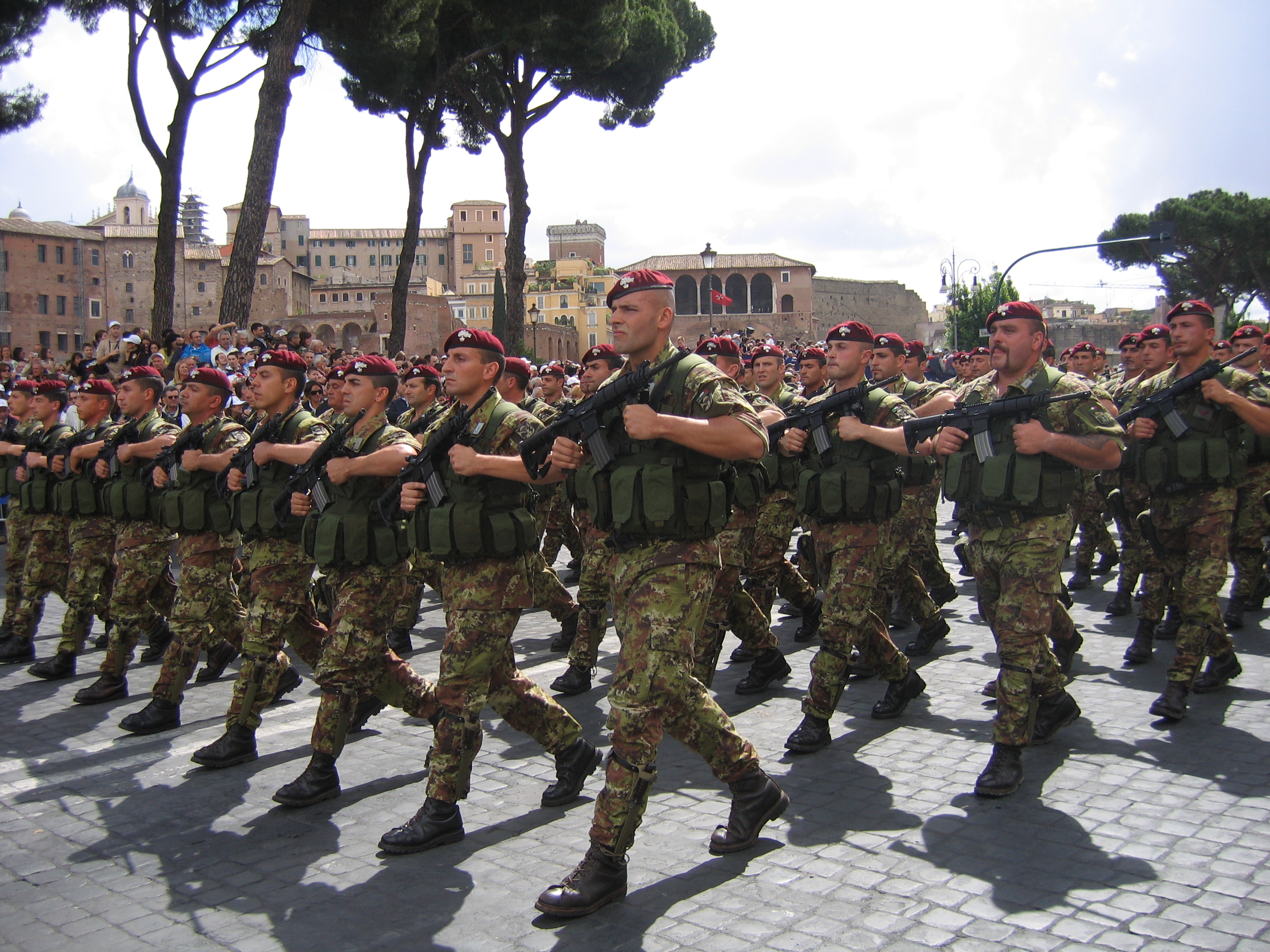
Carabinieri-Fallschirmjäger des 1. Regiments „Tuscania“ (Militärparade in Rom, 2. Juni 2007)

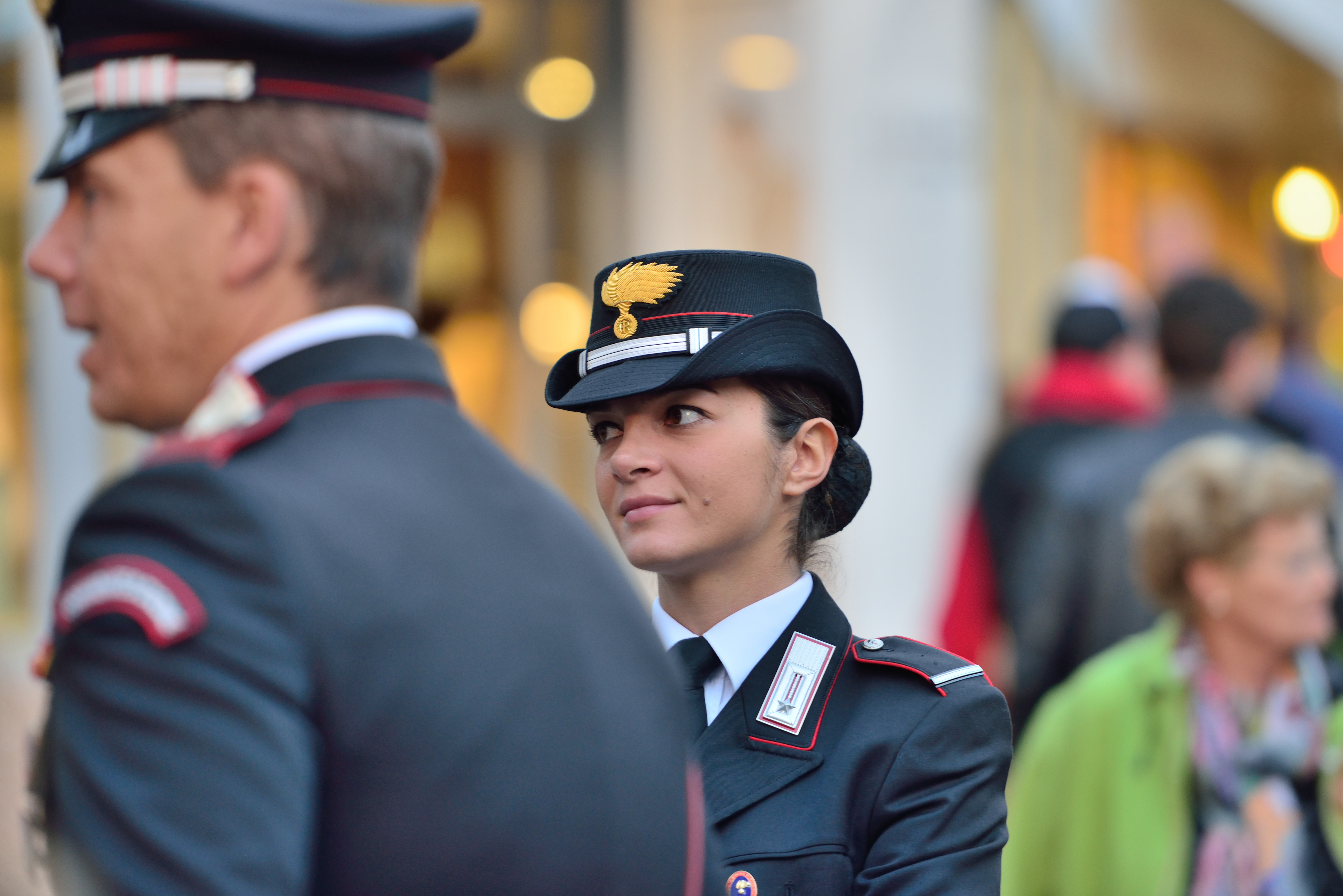
Carabinieri-Unteroffizierin

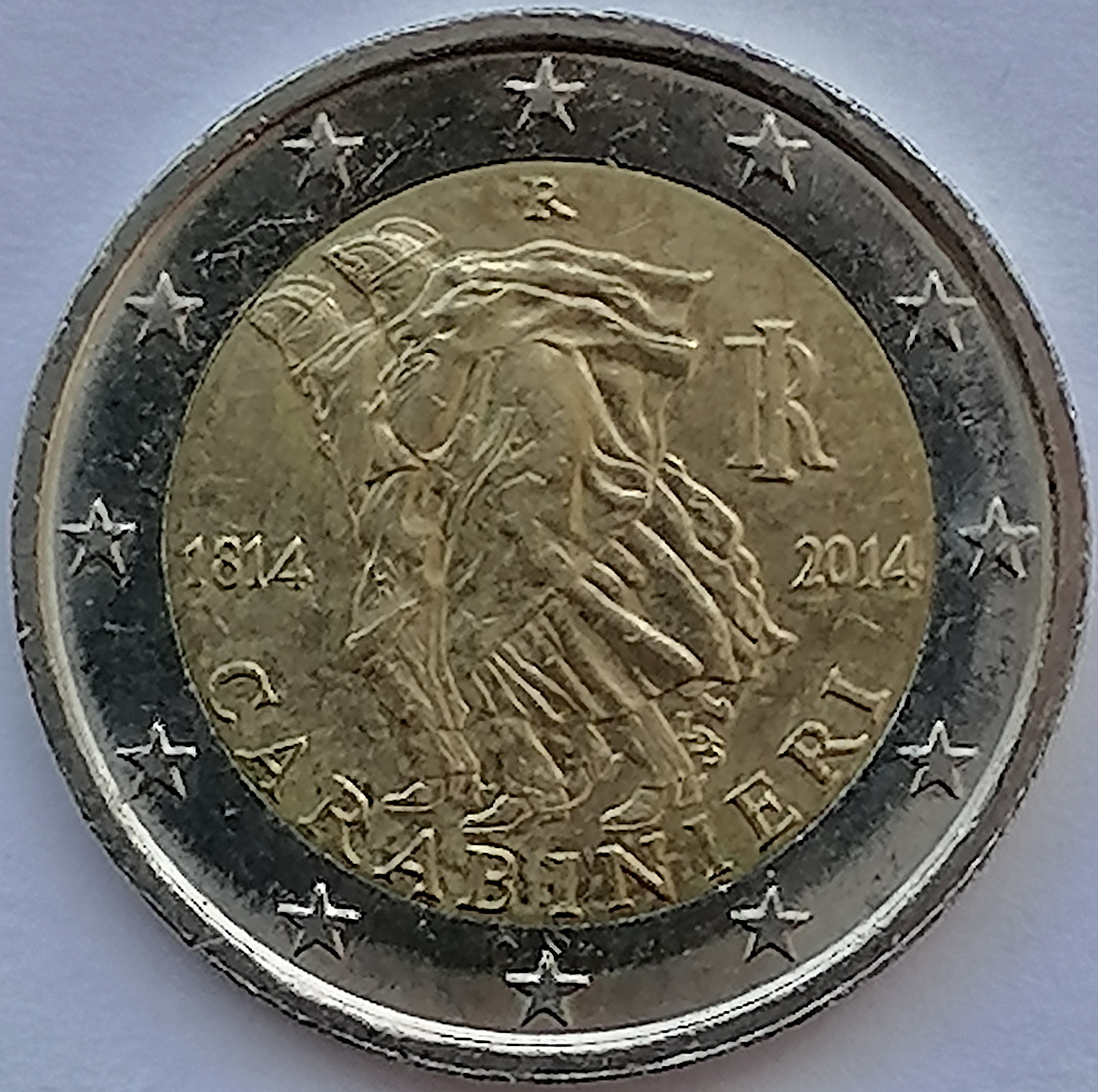
2-Euro-Münze von 2014, herausgegeben zum 200. Jahrestag der Gründung der Carabinieri

Durch Erlass König Viktor Emmanuels I. von Sardinien vom 13. Juli 1814 wurden die Carabinieri als Truppengattung des Heeres mit militärischen und polizeilichen Aufgaben ins Leben gerufen. Die Bezeichnung Carabinieri wurde gewählt, weil man im Zuge der Restauration wie in den Niederlanden bei der Koninklijke Marechaussee bewusst nicht auf die napoleonische Gendarmerie Bezug nehmen wollte. Karabiniers hatte es zwar zuvor bereits in Sardinien-Piemont gegeben, auch in verschiedenen anderen Staaten waren sie üblich, jedoch ohne spezifisch polizeiliche Aufgaben. Das Carabinieri-Corps bestand aus Truppen zu Fuß und zu Pferd, seine Ausstattung sowie sein militärischer Auftrag ähnelten den Jägern zu Fuß und zu Pferde bzw. leichten Dragonern. Organisatorisch wurden sie trotz ihrer infanteristischen Komponente zur Kavallerie gezählt, zumal Piemont bereits vor 1808 mit den Dragoni di Sardegna ein Kavallerie-Regiment für Sicherheitsaufgaben im Inneren aufgestellt hatte. Das Personal rekrutierte sich vorwiegend aus der Linieninfanterie und hatte besondere Einstellungs- bzw. Übertrittsbedingungen zu erfüllen, weswegen die Carabinieri auch als Elitetruppe angesehen werden und bis zu ihrem Ausscheiden aus dem Heer im Jahr 2000 dort Vorrang gegenüber dessen anderen Truppengattungen hatten.
Die Feuertaufe erhielt die noch sehr kleine Carabinieri-Truppe kurz nach ihrer Aufstellung. Als Napoleon im März 1815 aus seiner Verbannung auf Elba nach Frankreich zurückkehrte, erklärten ihm fast alle europäischen Mächte den Krieg. An der Eroberung der französischen Festung Grenoble war eine kleine Carabinieri-Einheit zu Pferde beteiligt, die am 6. Juli 1815 eine entscheidende Attacke gegen die Franzosen ritt. Auch bei späteren Kriegen waren immer Carabinieri als Militärpolizisten im Einsatz und nicht selten direkt in Kampfhandlungen verwickelt. Von 1848 bis 1870 waren die Carabinieri an den italienischen Einigungskriegen beteiligt. Besonders zeichneten sie sich hier bei Pastrengo aus. 1855 waren unter den fast 19.000 piemontesischen Soldaten, die am Krimkrieg teilnahmen, 70 Carabinieri. Auch sie waren in die schweren Kämpfe bei Sewastopol verwickelt.
Kurz nach der Einigung Italiens gab es rund 18.000 Carabinieri, die in 13 territoriale Legionen organisiert waren, denen über Unterkommandos insgesamt 1.800 Stationen im ganzen Land unterstanden. Hinzu kam eine Ausbildungslegion in Turin.
Von 1897 bis 1906 beteiligten sich die Carabinieri an einem internationalen Einsatz auf Kreta, wo es zu einem Volksaufstand gegen die Osmanen gekommen war. Hier trugen die Carabinieri wesentlich zum Aufbau der „kretischen Gendarmerie“ bei. Auch in anderen Ländern leisteten sie in der Folge Hilfe beim Aufbau von Polizeiorganisationen. Einen Großeinsatz im Inland löste 1908 das schwere Erdbeben von Messina aus. Für die Rettung zahlreicher Menschenleben erhielten sie eine hohe Auszeichnung.
Im Ersten Weltkrieg beliefen sich die Verluste der Carabinieri auf 1.423 Gefallene und 5.245 Verwundete, im Zweiten Weltkrieg (1940–1945) auf 4.618 Gefallene und 15.124 Verwundete. Carabinieri-Bataillone wurden z. T. wie Infanterie eingesetzt, so im Juli 1915 auf dem Podgora (Görz) oder 1941 in Culqualber (Ostafrika) und Eluet el Asel (Nordafrika). Während des Faschismus beteiligten sich Carabinieri-Einheiten an Kriegsverbrechen in Nord- und Ostafrika. Ab 1943 arbeiteten zahlreiche Carabinieri mit dem italienischen Widerstand (Resistenza) zusammen. Besonders bekannt ist in Italien der Fall des Unteroffiziers Salvo D’Acquisto, der sein Leben für Zivilisten gab, die von der SS erschossen werden sollten.
An den internationalen Friedensmissionen, die verstärkt seit 1991 von der UNO ins Leben gerufen wurden, beteiligten sich immer auch Carabinieri. In letzter Zeit gibt es in den italienischen Streitkräften die Tendenz, friedenserhaltende Einsätze (peacekeeping) immer mehr den Carabinieri zu überlassen, während friedensschaffende Maßnahmen (peace enforcing) eher in den Aufgabenbereich der anderen Teilstreitkräfte fallen. Die oft zitierte „Zwitterstellung“ der Carabinieri, also eine militärische Truppe die vorwiegend zivile Aufgaben hat, scheint in den Szenarien friedenserhaltender Missionen eine Renaissance zu erfahren. Eher militärische Komponenten werden mit erfahrenen Ermittlungskräften der territorialen Einheiten verbunden und arbeiten auch in relativ gefährlichen Gebieten auf recht fruchtbare Weise in einem einheitlichen Organisationsrahmen zusammen.
Angesichts der langen Tradition der direkten Beteiligung an militärischen Operationen unterhalten die Carabinieri auch heute noch eigene Kampfverbände. Während des Kalten Krieges hatten die Carabinieri eine eigene mechanisierte Brigade (11.). Heute hat die 2. mobile Brigade in Livorno entsprechende Aufgaben. Ihr unterstehen ein Fallschirmjägerregiment (1. „Tuscania“) und zwei Infanterieregimenter (7. und 13.). Diese Kräfte haben sich in den letzten Jahren immer mehr auf humanitäre und polizeiliche Aufgaben im Ausland spezialisiert.
Im Jahr 2000 wurden die ersten Frauen in die Carabinieri-Truppe aufgenommen. Im Jahr 2016 übernahmen die Carabinieri knapp 7.200 Beamte der aufgelösten staatlichen Forstpolizei Corpo Forestale dello Stato. Mit CFS-Personal und Carabinieri der damaligen Sondereinheiten für Verbraucher- und Umweltschutz wurde ein neues Carabinieri-Kommando für Forst-, Umwelt-, Landwirtschafts- und Verbraucherschutz gebildet (Comando carabinieri per la tutela forestale, ambientale e agroalimentare) und funktional dem Landwirtschaftsministerium unterstellt.

## Sonstiges
Auch nach der offiziellen Ausgliederung aus dem Heer wurde die Bezeichnung Arma dei Carabinieri („Carabinieri-Truppe“) beibehalten. Arma bedeutet in diesem Fall Waffengattung oder Truppengattung und wird daher auch von anderen Heerestruppen benutzt, beispielsweise von der Artillerietruppe (arma di artiglieria) oder von der Fernmeldetruppe (arma delle trasmissioni). Die großgeschriebene Bezeichnung L’Arma („Die Truppe“) ohne weitere Ergänzung hat im Lauf der Zeit die Bedeutung eines Eigennamens angenommen, der im Volksmund stellvertretend für Carabinieri steht. Auch als neue, vierte Teilstreitkraft wollte man daher auf die traditionsreiche alte Bezeichnung nicht verzichten.
Die Fahrzeuge der Carabinieri hatten bis zum Jahr 2000 Heereskennzeichen mit der Abkürzung E.I. (Esercito Italiano). Seit 2000 beginnen die Carabinieri-Nummernschilder mit der Abkürzung CC. In romanischen Sprachen wird bei Abkürzungen von Substantiven im Plural in der Regel der Anfangsbuchstabe verdoppelt. Da Carabinieri der Plural von Carabiniere ist (ein einzelner Angehöriger der Truppe wird Carabiniere genannt), lautet die Abkürzung CC.
Zum 200. Jahrestag der Gründung der Truppe am 13. Juli 2014 legte der Verlag Einaudi (Turin) vier Kriminalromane von bedeutenden italienischen Autoren auf, die vom Wirken der Carabinieri durch zwei Jahrhunderte erzählen: 1846: Giancarlo De Cataldo: „Nell’ombra e nella luce“ (Oktober 2014) – 1850-1900: Valerio Massimo Manfredi: „Le inchieste del colonnello Reggiani“ (erscheint 2015) – 1899: Carlo Lucarelli: „Albergo Italia“ (Juni 2014) – 1980er Jahre: Gianrico Carofiglio: „Una mutevole verità“ (Juli 2014). Eine Sonderausgabe aller vier Bücher wurde nur an Carabinieri abgegeben.